# Gatcombe Park
Gatcombe Park è la residenza della principessa Anna. È situato nel Gloucestershire, tra i centri abitati di Minchinhampton e Avening, circa 8 chilometri a sud di Stroud e 10 chilometri a nord di Highgrove, la residenza di suo fratello il re Carlo III. La proprietà è stata acquistata dalla regina Elisabetta II nel 1976 per la principessa Anna ed il capitano Mark Phillips. Nel 1978 la residenza è stata ampliata con l'acquisto di un'azienda agricola, contenente all'interno un proprio laghetto, ancora oggi usato per la pesca. Oggi la principessa Anna vive all'interno della proprietà con il suo secondo marito, mentre i due figli, avuti nel precedente matrimonio, vivono in cottage personali all'interno del parco.
Nell'800 questa tenuta appartenne a David Ricardo, che vi morì nel 1823.